# Hr.Ms. Hertog Hendrik (1904)
De Hr.Ms. Hertog Hendrik was een Nederlands pantserschip van de Koningin Regentesklasse, gebouwd door de Rijkswerf in Amsterdam.

## Specificaties
De bewapening van het schip bestond uit twee enkele 240 mm kanonnen, vier enkele 150 mm kanonnen, acht enkele 75 mm kanonnen en drie 450 mm torpedobuizen. Het pantser langs de zij van de romp was 150 mm dik en het pantser rond de geschuttorens 250 mm dik. Het schip was 96,622 meter lang, 15,189 meter breed en had een diepgang van 5,817 meter. De waterverplaatsing bedroeg 5002 ton. De motoren van het schip leverden 6500 pk waarmee een snelheid van 16,5 knopen gehaald kon worden. Het schip werd bemand door 340 man.

## Operationele geschiedenis
Op 8 maart 1901 legde koningin Wilhelmina de kiel van het schip tijdens een bezoek aan de Rijkswerf te Amsterdam.
Het schip werd daar op 7 juni 1902 te water gelaten en gedoopt door prins Hendrik en op 5 januari 1904 werd de Hertog Hendrik in dienst genomen.
Op 9 november 1904 vertrok het schip vanuit Den Helder naar Nederlands-Indië. Hertog Hendrik was het eerste Nederlandse marineschip dat was uitgerust met een installatie voor draadloze telegrafie. Kort na vertrek werd door het schip het eerste Nederlandse draadloze telegram verzonden.
Op 24 juni 1905 liep de Hertog Hendrik vast op het koraal nabij Matjidosteen toen het op weg was naar de Golf van Boni. De Zeeland ondernam verschillende pogingen om het schip vlot te trekken maar dit lukte niet. Hierbij braken de bolders van de Zeeland af. Het schip kon pas losgetrokken worden toen de Japara van de Koninklijke Paketvaart Maatschappij arriveerde met sleepmateriaal. Toen de kolen, voorraden en munitie overgeladen waren konden de Japara en het tevens gearriveerde de De Ruyter het schip lostrekken.
Op 20 juli 1905 ondersteunde het schip als vlaggenschip van het Nederlands eskader de landing van een expeditie naar Zuid-Celebes tegen de vorst van Boni. Gewapende sloepen van onder ander de Hertog Hendrik en Zeeland beschermden de landing.
Later dat jaar, op 11 september, nam het schip samen met de De Ruyter en andere marineschepen deel aan een tweede expeditie naar Zuid-Celebes tegen de vorst van Loewoe, een bondgenoot van de vorst van Boni. Een infanteriebataljon en een marinelandingsdivisie afkomstig van aanwezige marineschepen landden te Palope. De eenheden namen nog dezelfde dag het paleis in.
In 1910 escorteerde het schip samen met de Holland de Hr. Ms. Noordbrabant die tijdens de tocht naar Soerabaja op 31 mei nabij Zuid-Lombok een onbekende klip had geraakt. Hierdoor waren een aantal compartimenten van het schip volgelopen, maar de Noordbrabant kon na de operatie wel op eigen kracht de reis vervolgen.
Hertog Hendrik en haar zusterschepen Hr. Ms. De Ruyter en Hr. Ms. Koningin Regentes vertrokken op 15 augustus 1910 vanuit Soerabaja voor vlagvertoon naar Australië. Op 19 oktober was men weer terug in Soerabaja. Tijdens de reis deden de schepen onder meer de havens van Brisbane, Melbourne, Sydney en Fremantle aan.
Het schip vertrok op 16 februari 1918 samen met de Noordam (gecharterd als hulpkruiser) voor konvooi naar Nederlands-Indië via het Panamakanaal. Ten noorden van Schotland kwam het schip in een zware storm waarbij zodanige averij wordt opgelopen, dat men moest terugkeren naar Den Helder, waar men op 29 maart aankwam.
Op 5 juli ondernam het schip een nieuwe poging vanuit Hoek van Holland door via Schotland en Kaap de Goede Hoop Nederlands-Indië te bereiken. Ditmaal bestond het konvooi uit Tabanan (gecharterd als hulpkruiser), Bengkalis (als kolen-bunkerschip) en de Noordam. Op 27 september dat jaar kwam het konvooi aan in Tandjong Priok.
Op 3 maart 1920 voeren de Hertog Hendrik en  Hr.Ms. Marten Harpertsz. Tromp vanuit Den Helder naar Azië voor vlagvertoon. Tijdens deze reis, die vier maanden duurde, bezochten ze onder andere de havens van Singapore, Saigon, Hongkong, Kobe en Manilla.
Op 27 juni 1927 brachten de Zweedse pantserschepen Manligheten en Tapperheten een bezoek aan Rotterdam waar ze aanmeerden op de Nieuwe Maas waar ook de Hertog Hendrik aan de kade lag.
Op 27 maart 1934 kwam het schip aan in Den Helder. De bemanning kwam terug van schietoefeningen gedurende de eerste drie maanden van 1934 in de Middellandse Zee. Op 19 februari bracht het schip daar een officieel bezoek aan Venetië.
Later dat jaar, tijdens de Marinedag in Scheveningen op 3 september, voerde het schip een demonstratie met zoeklichten uit.
Tijdens de Spaanse Burgeroorlog voerde het schip konvooidiensten uit.

### Oorlogsjaren en daarna
In december 1939 diende het schip enkele weken als batterijschip voor de kust van Vlieland onder de naam Batterijschip Vliereede. Begin 1940 werd het schip uit dienst genomen en werd het klaar voor verschroting gelegd. Echter het schip werd op 14 mei 1940 als hulk door de Duitsers buitgemaakt. Tijdens een Britse luchtaanval dat jaar op 21 en 22 juni werd het schip tot zinken gebracht. In oktober van dat jaar werd het schip gelicht om vervolgens van 1941 tot 1943 verbouwd te worden in Antwerpen tot een drijvende batterij voor luchtdoelgeschut. Er werd bewapening aangebracht (8 × 105 mm, 4 × 40 mm en 16 × 20 mm) en het schip kreeg de naam Ariadne. Na de oorlog werd het schip teruggevonden in Willemshaven en teruggegeven om vervolgens op de werf van Wilton-Fijenoord verbouwd te worden tot accommodatieschip. Op 21 oktober 1947 werd het schip opnieuw in dienst genomen onder zijn oorspronkelijke naam. Het schip werd uiteindelijk op 27 september 1968 definitief uit dienst genomen.